# Suze Robertson
Suze Robertson  o  Susanne Bisschop-Robertson (La Haya, 17 de diciembre de 1855-La Haya, 18 de octubre de 1922), fue una pintora neerlandesa. Perteneció al grupo de artistas conocidos como los Amsterdamse Joffers.

## Biografía
Hija de John Robertson (1812-1880), comerciante de madera, más tarde empleado de la oficina del secretario municipal, y de Maria Cornelia van der Vliet (1813-1857). Su madre falleció cuando ella tenía dos años y fue criada por unos tíos suyos. Mostró un temprano talento para dibujar y empezó sus estudios en 1874 en la Real Academia de Arte de La Haya, donde fue alumna de Jan Philip Koelman. En la academia consiguió ganar una medalla de bronce y dos de plata. En 1876 siguió recibiendo lecciones en la Universidad Técnica de Delft.

## Trayectoria
De 1877 hasta 1882, Robertson, enseñó a dibujar a niñas en Róterdam. En sus horas libres, asistió a la Academia de Artes Visuales y Ciencias Técnicas de Rotterdam, lo que provocó otro pequeño escándalo, ya que insistió -como primera mujer- en ser admitida también en la "clase de desnudos".  Trabajó los domingos en el estudio del pintor de Petrus van der Velden en La Haya, y después de un tiempo se decidió por dedicarse por completo a la pintura, fue una de las primeras mujeres artistas profesionales de los Países Bajos.
En 1883, Robertson participó por primera vez en una exposición: presentó un bodegón a la "Exposition universelle" de Ámsterdam. En otoño de 1884, Robertson se trasladó a La Haya,f ue miembro del Pulchri Studio y del Arti et Amicitiae.  Contrajo matrimonio con el pintor Richard Bisschop en 1892. Durante los primeros años de su matrimonio, y especialmente tras el nacimiento de su hija Sara en 1894 -tenía entonces 39 años-, apenas se dedicó a pintar. En 1898, Robertson volvió a trabajar. Sus obras se expusieron en la "Exposición Nacional del Trabajo Femenino" (1898). En 1900, participó en varias grandes exposiciones internacionales en Düsseldorf, París y Londres. En estas dos últimas exposiciones, sus trabajos fueron premiados con medallas de bronce y oro respectivamente. Estos éxitos animaron a Robertson a continuar el camino que había emprendido. En 1903, colocó a su hija Sara en una casa de acogida y se dedicó a pintar. En el año 1907 su trabajo fue expuesto en la apertura de la nueva sala del Larensche Kunsthandel en Ámsterdam donde vendió obras por un total de 10.000 florines, que en aquel tiempo representaba una buena cantidad.
Sus trabajos de personas sencillas en interiores de granja y escenas de vida la vida agrícola son reminiscencias de la obra Los comedores de patatas de Vincent van Gogh, se dice que ambos artistas se admiraban mutuamente.

## Galería

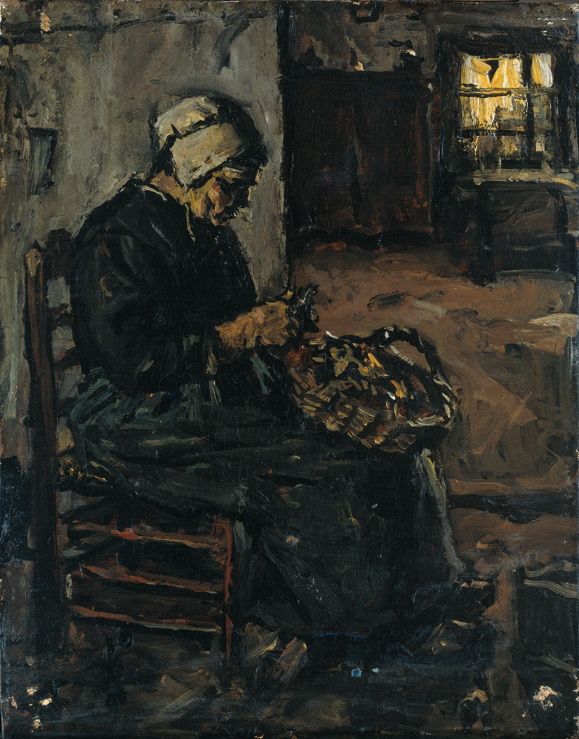
Boerenvrouw aardappels schillend, 1922
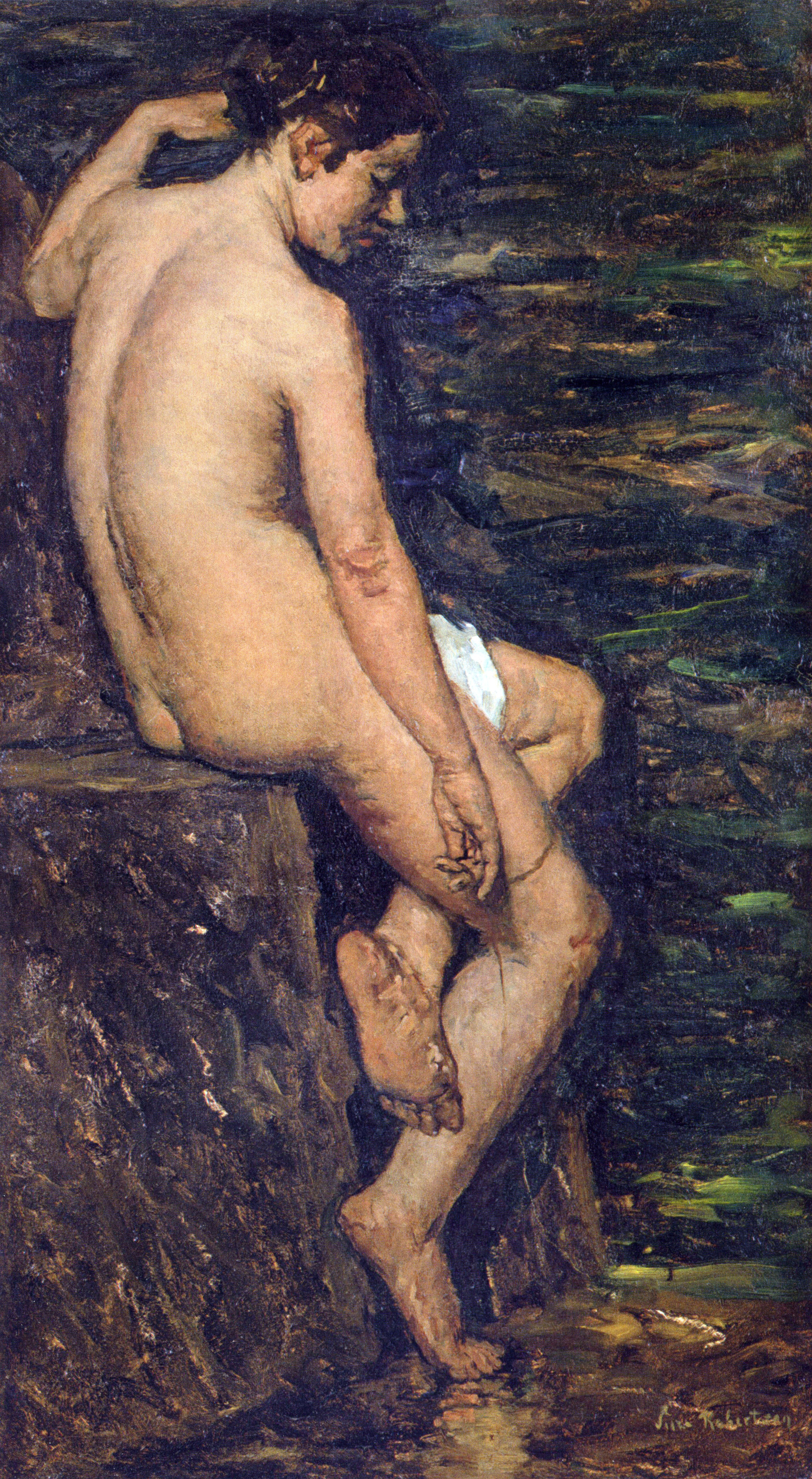
Lena (zittend naakt)
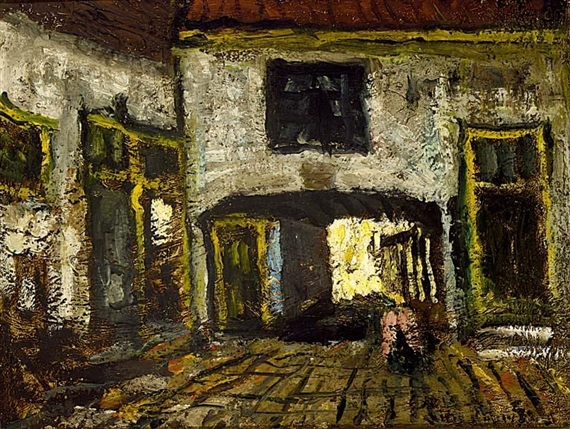
Courtyard with a Work by John Buning